# Alfabeto radiofónico
| Character | Morse Code | Telephony | Phonic (Pronunciation)          |
| --------- | ---------- | --------- | ------------------------------- |
| A         | ●−         | Alfa      | (AL-FAH)                        |
| B         | −●●●       | Bravo     | (BRAH-VOH)                      |
| C         | −●−●       | Charlie   | (CHAR-LEE) or (SHAR-LEE)        |
| D         | −●●        | Delta     | (DELL-TAH)                      |
| E         | ●          | Echo      | (ECK-OH)                        |
| F         | ●●−●       | Foxtrott  | (FOX-TROTT)                     |
| G         | −−●        | Golf      | (GOLF)                          |
| H         | ●●●●       | Hotel     | (HOH-TEL)                       |
| I         | ●●         | India     | (IN-DEE-AH)                     |
| J         | ●−−−       | Juliett   | (JEW-LEE-ETT)                   |
| K         | −●−        | Kilo      | (KEY-LOW)                       |
| L         | ●−●●       | Lima      | (LEE-MAH)                       |
| M         | −−         | Mike      | (MIKE)                          |
| N         | −●         | November  | (NO-VEM-BER)                    |
| O         | −−−        | Oscar     | (OSS-CAH)                       |
| P         | ●−−●       | Papa      | (PAH-PAH)                       |
| Q         | −−●−       | Quebec    | (KEH-BECK)                      |
| R         | ●−●        | Romeo     | (ROW-ME-OH)                     |
| S         | ●●●        | Sierra    | (SEE-AIR-RAH)                   |
| T         | −          | Tango     | (TANG-GO)                       |
| U         | ●●−        | Uniform   | (YOU-NEE-FORM) or (OO-NEE-FORM) |
| V         | ●●●−       | Victor    | (VIK-TAH)                       |
| W         | ●−−        | Whiskey   | (WISS-KEY)                      |
| X         | −●●−       | Xray      | (ECKS-RAY)                      |
| Y         | −●−−       | Yankee    | (YANG-KEY)                      |
| Z         | −−●●       | Zulu      | (ZOO-LOO)                       |
| 1         | ●−−−−      | One       | (WUN)                           |
| 2         | ●●−−−      | Two       | (TOO)                           |
| 3         | ●●●−−      | Three     | (TREE)                          |
| 4         | ●●●●−      | Four      | (FOW-ER)                        |
| 5         | ●●●●●      | Five      | (FIFE)                          |
| 6         | −●●●●      | Six       | (SIX)                           |
| 7         | −−●●●      | Seven     | (SEV-EN)                        |
| 8         | −−−●●      | Eight     | (AIT)                           |
| 9         | −−−−●      | Nine      | (NIN-ER)                        |
| 0         | −−−−−      | Zero      | (ZEE-RO)                        |

El alfabeto de deletreo para radiotelefonía es un método de desambiguación alfabético utilizado internacionalmente en radiocomunicaciones de transmisión de voz en la marina y la aviación, tanto por los servicios civiles como militares. Fue establecido por la Organización de Aviación Civil Internacional (OACI, ICAO en inglés), agencia de la ONU creada en 1944. También es conocido como Interco y como alfabeto fonético OACI.
El alfabeto de deletreo se encuentra regulado por el Apéndice S14 "Cuadro para el deletreo de letras y cifras" del Reglamento de Radiocomunicaciones de la UIT y en el capítulo 5, "Servicio Móvil Aeronáutico — comunicaciones orales" del volumen II del Anexo 10 a la convención de Chicago sobre Telecomunicaciones aeronáuticas, listado en la figura 5-1 "Alfabeto de deletreo para radiotelefonía". 
Es un sistema creado para poder dar mayor certeza a las radiocomunicaciones aeronáuticas. Su empleo es clave para deletrear códigos, como pueden ser el número de identificación de un contenedor de carga, de una aeronave o  similares.

## Origen
Se utiliza para transmitir por vía oral cualquier tipo de información, pero principalmente cuando se trata de números o términos en los que es vital su correcta escritura y entendimiento, a pesar de ambigüedades o dificultades idiomáticas.
En muchos idiomas existen letras y números homófonos; es el caso del idioma inglés, en donde el número «cero» y la letra «o» suelen denominarse «o» indistintamente, o el caso del español, en donde la letra «c» y «s» pueden tener la misma pronunciación. Otro problema que lleva al uso del alfabeto fonético aeronáutico es la transmisión de nombres o palabras extranjeras, por ejemplo «Tsiolkovsky», o números que, con la interferencia y ruido al que están sujetas las comunicaciones por radio, pueden ser confundidos, como es el caso de «sesenta y siete» y «setenta y siete».
Por medio de un acuerdo internacional entre los países miembros de OACI se decidió crear un alfabeto fonético para uso universal en radiotransmisiones internacionales que está basado en el abecedario inglés (idioma acordado para uso aeronáutico internacional) que tomara el lugar de los alfabetos fonéticos existentes hasta esas fechas. Además de ser utilizado en transmisiones aeronáuticas reguladas por OACI (civiles), se emplea en transmisiones de carácter militar y es el alfabeto estándar de la OTAN y radioaficionados de todo el mundo.

## Historia
Es interesante hacer notar que el primer alfabeto fonético reconocido internacionalmente fue adoptado por la Conferencia Radial de la Unión Internacional de Telecomunicaciones (UIT) en 1927 y fue para el uso del servicio móvil marítimo; dicho alfabeto asignaba palabras clave a cada letra del alfabeto (por ejemplo Alfa para la A, Bravo para la B, etc.), de manera que las combinaciones críticas de letras (y números) pudieran ser pronunciadas y entendidas por los que emitían y recibían mensajes de voz por radio o teléfono sin importar cuál fuera su idioma nativo, en especial cuando se ponía en juego la seguridad de las personas. El resultado de esa experiencia resultó en varios cambios hechos en la Conferencia Radial de la UIT de 1932. El alfabeto resultante fue adoptado por la Comisión Internacional de Aeronavegación (ICAN, por sus siglas en inglés), la predecesora de la ICAO, y fue utilizado en la aviación civil hasta la Segunda Guerra Mundial.
Durante la Segunda Guerra Mundial surgió un nuevo alfabeto para uso de los Aliados que llevó a posteriores confusiones y revisiones sucesivas, hasta que el 1 de marzo de 1956 la ICAO implementó la revisión final que fue luego aceptada por otras organizaciones como la OTAN y la OMI (Organización Marítima Internacional) hasta ser conocido internacionalmente como el «Alfabeto Internacional de Deletreo Radiotelefónico» (International Radiotelephony Spelling Alphabet, en inglés).

## Método de uso
Este alfabeto funciona asignando una palabra a cada letra, como se muestra en los ejemplos siguientes:
- N334AA «November Three Three Four Alfa Alfa» para la matrícula de una aeronave.

Cuando se utiliza este sistema en otros idiomas se permite en su uso local traducir los números, con lo que el ejemplo anterior sería:
- «November, Tres, Tres, Cuatro, Alfa, Alfa».

También se permite, con la finalidad de hacer más breves las transmisiones, indicar que una letra o número se repite, con lo que el ejemplo quedaría así:
- «November, doble Tres, Cuatro, doble Alfa»

Otro ejemplo: 1700 000123 se trasmitiría como «Uno Siete quíntuple Cero Uno Dos Tres».
El uso de las centenas y de los millares se realizaría del siguiente modo:
- 800, «Eight Hundred» para decir ochocientos.
- 3 000, «Three Thousand» para decir tres mil.
- 4 600, «Four Thousand Six Hundred» para decir cuatro mil seiscientos.
- 12 000, «One Two Thousand» para decir doce mil.

En inglés, el separador decimal es el punto «.» y se lee como «decimal». De este modo, utilizando el alfabeto fonético:
- 118.15: «One One Eight Decimal One Five» para dicha frecuencia de radio (en castellano: Uno Uno Ocho Decimal Uno Cinco).

La asignación de palabras se basó en palabras comunes en inglés (a la fecha en que fueron asignadas) que usaran dichas letras; con los años y el desuso de algunas de estas palabras, se ha vuelto relativamente común la utilización de otras, aun cuando no están reconocidas por OACI.

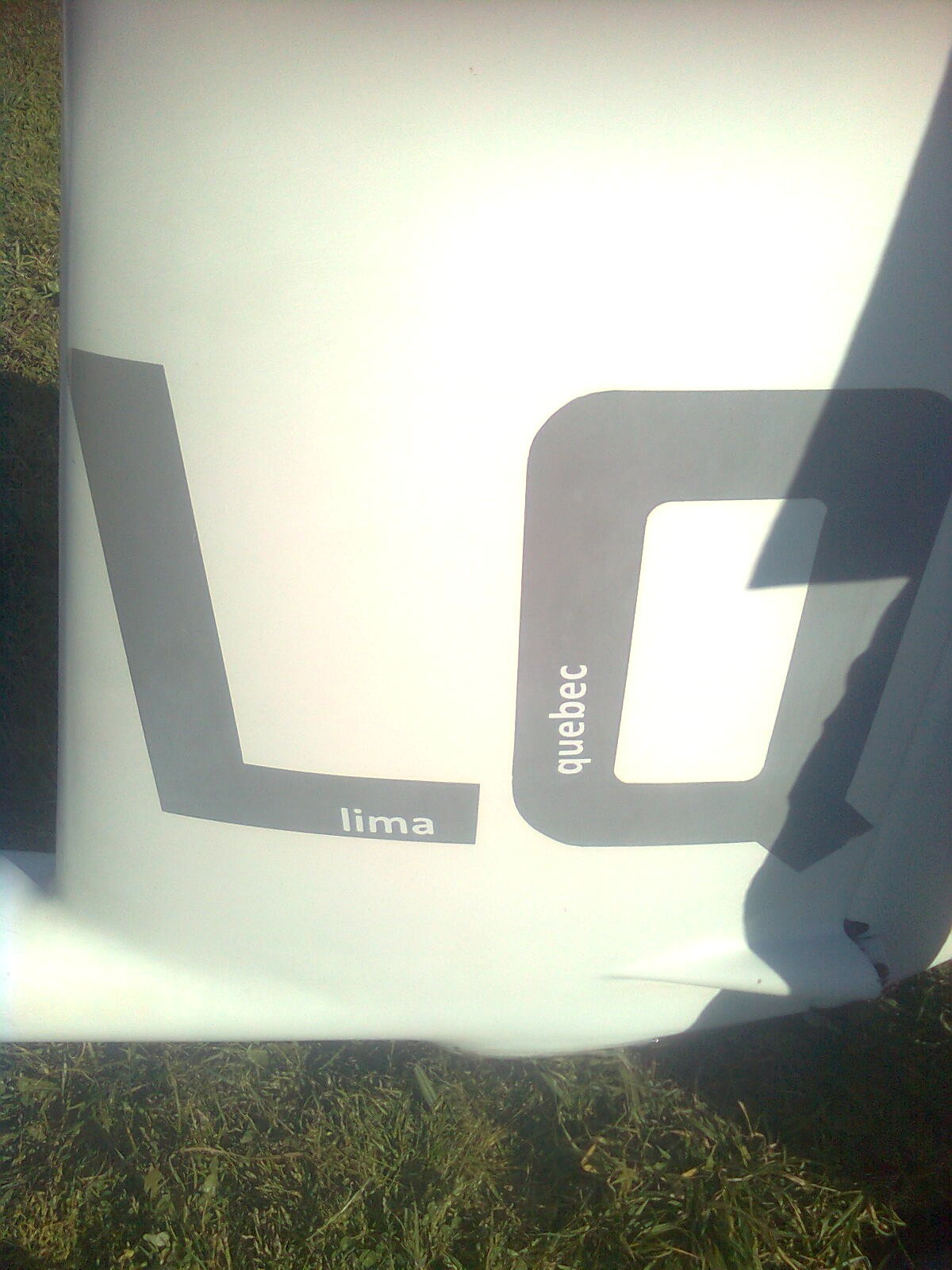
Lima Quebec en la cola de un planeador.

| Carácter | Palabra  | Pronunciación (AFI)                       |
| -------- | -------- | ----------------------------------------- |
| A        | Alfa     | ˈalfa                                     |
| B        | Bravo    | ˈbravo                                    |
| C        | Charlie  | ˈtʃali                                    |
| D        | Delta    | ˈdɛlta                                    |
| E        | Echo     | ˈɛko                                      |
| F        | Foxtrot  | ˈfɔkstrɔt                                 |
| G        | Golf     | ˈɡɔlf                                     |
| H        | Hotel    | hoˈtɛl                                    |
| I        | India    | ˈɪndia                                    |
| J        | Juliett  | ˈdʒuliˈɛt                                 |
| K        | Kilo     | ˈkilo                                     |
| L        | Lima     | ˈlima                                     |
| M        | Mike     | ˈmai̯k                                     |
| N        | November | noˈvɛmba                                  |
| O        | Oscar    | ˈɔska                                     |
| P        | Papa     | paˈpa                                     |
| Q        | Quebec   | keˈbɛk                                    |
| R        | Romeo    | ˈromio                                    |
| S        | Sierra   | siˈɛra                                    |
| T        | Tango    | ˈtaŋɡo                                    |
| U        | Uniform  | ˈjunifɔm o ˈunifɔm                        |
| V        | Victor   | ˈvɪkta                                    |
| W        | Whiskey  | ˈwɪski                                    |
| X        | X-Ray    | ˈɛksrei̯                                   |
| Y        | Yankee   | ˈjaŋki                                    |
| Z        | Zulu     | ˈzulu                                     |
| 1        | One      | ˈwan                                      |
| 2        | Two      | ˈtu                                       |
| 3        | Three    | ˈtri                                      |
| 4        | Four     | ˈfoa                                      |
| 5        | Five     | ˈfai̯f                                     |
| 6        | Six      | ˈsɪks                                     |
| 7        | Seven    | ˈsɛvən                                    |
| 8        | Eight    | ˈei̯t                                      |
| 9        | Nine     | ˈnai̯na                                    |
| 0        | Zero     | ˈziro                                     |
| 100      | Hundred  | ˈhandrɛd                                  |
| 1000     | Thousand | ˈtau̯ˈzand                                 |
| .        | Decimal  | ˈdeˈsiˈmal                                |
| .        | Stop     | ˈstɔp (y no "estop": sin pronunciar la e) |